# 武棠亭遗址
武棠亭遗址，位于山东省济宁市鱼台县张黄镇武台村西，与武台村紧邻，为春秋时期鲁国棠邑治所。《春秋隐公二年》载：“秋八月，公及戎盟于唐。”（唐、棠通），又载“五年春，公矢鱼于棠。”杜予注：“高平方与县北有武棠亭，鲁侯观鱼台。”《水经注》日：“方与故城北十里，有高台二丈许，下临济水，时鲁侯观鱼于棠，谓此也。”
遗址现高出地面约3米，南北长125米，东西宽96米，面积12000平方米，台的顶端原有超化寺一座，始建于唐咸通五年（公元864年），于明嘉清二十四年（公元1545年）重修过。亭早已无存，仅存伽蓝殿一座和明碑两块。一块为《重修伽蓝殿碑》，一块为明崇祯九年（公元1636年）由鱼台县知县张文显手书的《鲁隐公观鱼处》，而碑阴是清雍正13年（公元1735年）写的《重修武棠亭鲁侯观鱼处记》。此处曾为鱼台县十处古景之一，名日《武棠观鱼遗址》。现为张黄镇武台完小小学。
1992年6月12日，授予山东省文物保护单位，是一座古遗址。